# اکاترینی گگیسیان
اکاترینی گگیسیان (ارمنی: Էկատերինի Գեգիսյան؛ انگلیسی: Aikaterini Gegisian؛ ) هنرمند تجسمین ارمنی‌-یونانی‌تبار که در لندن زندگی و فعالیت می‌کند.

## زندگی‌نامه
وی در در سالونیک به دنیا آمد و در سال 2014 با مدرک پی‌اچ‌دی از دانشگاه وست‌مینستر فارغ‌التحصیل گشت. .

## تالیفات
- Handbook of the Spontaneous Other (شابک ۹۷۸-۱-۹۱۲۳۳۹-۶۹-۳) ۱۴۴ صفحه، مارس ۲۰۲۰
- A Small Guide to the Invisible Seas (۲۰۱۵)
- In Reverse (شابک ۹۷۸-۱-۵۲۷۲-۱۳۷۸-۴)، ۲۰۱۷
- Falling in Place (شابک)، ۲۰۱۰